# Cacicus
Cacicus ou cacique é um género de aves da família Icteridae. O grupo inclui nove espécies de iraúnas e japins, todas típicas da América do Sul, sendo que quatro são nativas no Brasil.  As aves do género Cacicus habitam zonas de floresta, e nidificam em colónias.
No total, o género possui 9 espécies e subespécies reconhecidas cientificamente:
- Xexéu, Cacicus cela
- Guaxe, Cacicus haemorrhous
- Cacicus uropygialis
- Cacicus koepckeae
- Japim-soldado, Cacicus chrysopterus
- Cacicus chrysonotus
- Cacicus sclateri
- Iraúna-de-bico-branco, Cacicus solitarius
- Cacicus melanicterus